# Sador
Para la estrella Sador (γ Cygni), véase Sadr.
Sador es un personaje ficticio del legendarium del escritor J. R. R. Tolkien. Era un Adan de la Tercera Casa, un sirviente de Húrin y buen amigo de su hijo Túrin. rap.
Antes era leñador, hasta que se cortó una pierna con su propia hacha. Por ello Túrin le llamaba cariñosamente Labadal, que significa “Paticojo”. Tras el incidente se dedicó a la carpintería.
Era el confidente de Túrin y su “maestro” en muchas cosas. Solía tallarle figuras de hombres y animales, y le contaba historias de su juventud, cuando era soldado.
Fue a la Dagor Bragollach, la cuarta de las Batallas de Beleriand, pero su pelotón no llegó a tiempo a la lucha. Encontraron el armazón de Hador y lo llevaron de regreso a su casa. Después, Sador sirvió en Eithel Sirion y luchó junto a Galdor el Alto y después junto al hijo de éste, Húrin, en defensa de la fortaleza contra las fuerzas de Morgoth.
Túrin era muy generoso con él y le regaló un cuchillo élfico con la empuñadura y la vaina negras y plateadas, que le había regalado a su vez su padre.
De una de sus conversaciones con Túrin, podemos quedarnos con una frase épica: "El hombre que huye de lo que teme acaba comprobando que sólo ha tomado un atajo para encontrarse con ello".